# Auscultação pulmonar
Auscultação pulmonar é uma técnica do exame físico utilizada pelos profissionais da saúde para identificar os ruídos pulmonares geralmente usando um estetoscópio. Contribui para suspeitas diagnósticas, para a monitorização da condição clínica e para a avaliação da resposta terapêutica. A sua utilização nesse caso está predominantemente identificada na avaliação pulmonar, mas pode ser usadas com outras finalidades, por exemplo, para verificar a eficiência de uma entubação nasogástrica.
Segundo Postiaux consiste “...em todo o som ou ruído emitido pelo aparelho respiratório intra ou extra-torácico, captado durando a auscultação mediata, isto é, por meio do estetoscópio ou de um outro intermediário técnico (ex. microfone), ou pela escuta imediata, isto é, directamente pelo ouvido, sem intermediário, dos ruídos ao nível da boca.”

## Objetivos
As finalidades da auscultação pulmonar:
- Contribuir para um diagnóstico apropriado à sua intervenção;
- Identificar a localização da obstrução nas vias aéreas e as regiões pulmonares de ventilação reduzida ou ausente;
- Identificar a provável causa da obstrução (secreções e/ou broncospasmo);
- Permitir selecionar a técnica adequada, guiar a sua utilização e avaliar os resultados obtidos;
- Estabelecer um diagnóstico diferencial;
- Avaliar a resposta ao tratamento.

## História
Desde Laennec (1819), considerado o pai da estetoacústica, que os ruídos respiratórios têm sido alvo de inúmeras investigações. A análise dos diferentes ruídos provenientes do aparelho respiratório tem sido objeto de estudo da física acústica e da recente psicoacústica, permitindo através das recentes inovações tecnológicas (microfones de alta definição, hardware e software de digitalização e análise dos ruídos respiratórios) estabelecer parâmetros para uma classificação objectiva dos sons pulmonares.

## Ruídos respiratórios
Estes ruídos respiratórios são produzidos pelas variações rápidas das pressões gasosas no pulmão ou pela vibração dos tecidos. Estes fenómenos biológicos estão na origem de um sinal acústico que é atenuado e filtrado antes de atingir o local onde é captado pelo estetoscópio, ouvido ou microfone.

### Classificação dos ruídos respiratórios
Som normal
À ausculta os sons pulmonares normais/fisiológicos são:
- Murmurio vesicular: som alveolar bem distribuído por todo o pulmão, com exceção da área sob o esterno;
- Murmurio broncovesicular: som tubular dos brônquios e bronquíolos de frequência variável, que normalmente só deve ser ouvido no centro do tórax. Quando pode ser ouvido nas periferias indica processo inflamatório ou hemorrágico.
- Respiração laringo-traqueal: som tubular da laringe e traqueia, mais intenso e prolongado na expiração, ouvido nas partes centrais superiores do tórax. A fase inspiratória é curta, e a fase expiratória é longa.

A ausência ou diminuição dos sons respiratórios normais deve ser investigada com outros exames, como raio X torácico, pois indicam a presença de líquido, muco, ar ou massa sólidas nas vias respiratórias.
Sons patológicos
Os sons pulmonares anormais/patológicos/adventícios são:
- Roncos: São sons grosseiros e ásperos que ocorrem quando o ar está bloqueado por muco, podendo ocorrer tanto na inspiração como na expiração. A secreção livre (catarro) em uma área de grande calibre causa esse som ao se mover com a entrada e saída de ar nos pulmões. Podem ser causados por: asma, doença pulmonar obstrutiva crônica ou corpo estranho.
- Sibilos: Som agudo produzidos por vias aéreas estreitas, melhor ouvidos na expiração. Indicam broncoespasmo. Os chiados e sibilos de uma crise de asma ou DPOC podem ser ouvidos mesmo sem um estetoscópio.
- Estertores: Sons intermitentes, intensos, crepitantes, de totalidade média. Auscultados no início ou meio da inspiração. Desaparecem com a tosse. Indicam líquido nos bronquíolos e brônquios. Estertores podem ainda ser descritos como úmidos ou secos, finos ou grosseiros.
  - Crepitantes: São sons de estalidos e cliques semelhantes a uma rádio fora da estação e podem ser devido a quadros de hiperinsuflação alveolar ou a secreção com bolhas em vias aéreas inferiores. Quando é causado por catarro, o crepitar é modificado por uma tosse produtiva. Indicam pneumonia, bronquite, tuberculose, doença pulmonar intersticial ou edema pulmonar. [5]
  - Subcrepitantes: Som estertor úmido, de bolhas grosseiras, similar ao som de velcro. Pode indicar fibrose pulmonar ou bronquiectasia.
- Estridor: é um som agudo ouvido melhor na inspiração, geralmente devido à obstrução do fluxo de ar na traqueia ou laringe. Indica fluxo turbulento nos brônquios, traqueia ou laringe. Pode indicar epiglotite, crupe, tumor, corpo estranho ou estenose/espasmo laringotraqueal.
- Atrito pleural: som contínuo, de baixa frequência, ouvido ao inspirar e ao expirar, causado pela fricção entre a pleura parietal e visceral devido a um processo inflamatório (pleurite), neoplásico (câncer de pulmão ou derrame pleural.